# Milwaukee Clarks
Die Milwaukee Clarks waren ein US-amerikanisches Eishockeyfranchise der International Hockey League in Milwaukee, Wisconsin. 

## Geschichte
Die Milwaukee Clarks wurden im Jahr 1948 gegründet und spielten zunächst in der International Hockey League. Nach einer Saison, die mit dem dritten Platz in der Süd-Division der IHL abgeschlossen wurde, wechselten die Clarks in die Eastern Amateur Hockey League. Dort verbrachte der Klub ebenfalls eine Spielzeit und wurde anschließend aufgelöst.
Der Verein wurde von der amerikanischen Tankstellenkette Clark's Super Gas gesponsert. Die Farben des orange-blauen Logos wurden von der Firma übernommen.

## Saisonstatistik
Abkürzungen: GP = Spiele, W = Siege, L = Niederlagen, T = Unentschieden, OTL = Niederlagen nach Overtime SOL = Niederlagen nach Shootout, Pts = Punkte, GF = Erzielte Tore, GA = Gegentore, PIM = Strafminuten
| Saison  | GP | W  | L  | T | OTL | SOL | Pts | GF  | GA  | Platz          | Playoffs                        |
| 1948–49 | 32 | 16 | 15 | 1 | —   | —   | 33  | 148 | 139 | 3., South, IHL | Niederlage in der zweiten Runde |
| 1949–50 | 51 | 19 | 24 | 8 | —   | —   | 46  | 191 | 210 | 3., West, EAHL |                                 |